# ナンダセナ・ペレラ
ナンダセナ・ペレラ（Nandasena Perera、1955年7月29日-）はスリランカの男子ゴルファー。息子のミトゥン・ペレラも同じくゴルファー。
1990年に北京市で開催されたアジア競技大会のゴルフ競技男子個人に出場し銀メダルを獲得している。